# Supercoupe de Pologne féminine de volley-ball
La Supercoupe de Pologne féminine de volley-ball est une compétition de volley-ball qui oppose, au début de chaque saison, le champion de Pologne et le vainqueur de la coupe de Pologne. Elle a été créée en 2005.

## Palmarès
| Année | Vainqueur                       | Score                                     | Finaliste                     |
| ----- | ------------------------------- | ----------------------------------------- | ----------------------------- |
| 2005  | Centrostal Focus Park Bydgoszcz | 3 - 2 (25-13, 25-21, 19-25, 21-25, 16-14) | Grześki Goplana Kalisz        |
| 2006  | BKS Aluprof Bielsko-Biała       | 3 - 0 (25-8, 25-18, 25-20)                | Muszynianka Fakro Muszyna     |
| 2007  | Winiary Kalisz                  | 3 - 0 (25-16, 25-19, 25-20)               | BKS Aluprof Bielsko-Biała     |
| 2008  | PTPS Farmutil Piła              | 3 - 2 (25-16, 19-25, 25-13, 18-25, 15-7)  | MKS Muszynianka Fakro Muszyna |
| 2009  | MKS Muszynianka Fakro Muszyna   | 3 - 0 (27-25, 25-21, 25-13)               | BKS Aluprof Bielsko-Biała     |
| 2010  | BKS Aluprof Bielsko-Biała       | 3 - 1 (25-23, 23-25, 25-17, 25-18)        | Organika Budowlani Łódź       |
| 2011  | MKS Muszynianka Fakro Muszyna   | 3 - 0 (25-21, 26-24, 25-19)               | BKS Aluprof Bielsko-Biała     |
| 2012  | Tauron MKS Dąbrowa Górnicza     | 3 - 0 (26-24, 27-25, 25-12)               | Atom Trefl Sopot              |
| 2013  | Tauron MKS Dąbrowa Górnicza     | 3 - 0 (25-19, 25-23, 25-15)               | Atom Trefl Sopot              |
| 2014  | KPS Chemik Police               | 3 - 1 (25-20, 18-25, 25-20, 25-23)        | Polski Cukier Muszynianka     |
| 2015  | KPS Chemik Police               | 3 - 0 (25-19, 25-20, 25-15)               | PGE Atom Trefl Sopot          |
| 2016  | Compétition non disputée        | Compétition non disputée                  | Compétition non disputée      |
| 2017  | Grot Budowlani Łódź             | 3 - 1 (25-20, 19-25, 25-21, 28-26)        | KPS Chemik Police             |
| 2018  | Grot Budowlani Łódź             | 3 - 2 (25-21, 20-25, 20-25, 25-19, 15-9)  | KPS Chemik Police             |
| 2019  | Grupa Azoty Chemik Police       | 3 - 0 (25-21, 25-18, 25-19)               | ŁKS Commercecon Łódź          |
| 2020  | Budowlani Łódź                  | 3 - 1 (21-25, 25-19, 25-23, 25-22)        | Grupa Azoty Chemik Police     |
| 2021  | KS Developres Rzeszów           | 3 - 2 (25-12, 25-21, 21-25, 23-25, 15-12) | Grupa Azoty Chemik Police     |
| 2023  | KS Developres Rzeszów           | 3 - 2 (22-25, 24-26, 25-16, 25-18, 15-10) | Grupa Azoty Chemik Police     |

## Bilan par club
| Club                  | Titres | Ville            | Année            |
| --------------------- | ------ | ---------------- | ---------------- |
| KPS Chemik Police     | 3      | Police           | 2014, 2015, 2019 |
| Budowlani Łódź        | 3      | Łódź             | 2017, 2018, 2020 |
| BKS Bielsko-Biała     | 2      | Bielsko-Biała    | 2006, 2010       |
| MKS Muszyna           | 2      | Muszyna          | 2009, 2011       |
| MKS Dąbrowa Górnicza  | 2      | Dąbrowa Górnicza | 2012, 2013       |
| KS Developres Rzeszów | 2      | Rzeszów          | 2021, 2022       |
| KS Pałac Bydgoszcz    | 1      | Bydgoszcz        | 2005             |
| SSK Calisia Kalisz    | 1      | Kalisz           | 2007             |
| PTPS Piła             | 1      | Piła             | 2008             |